# Centro médico regional Nuestra Señora de Lourdes
El Centro Médico Regional Nuestra Señora de Lourdes  (en inglés: Our Lady of Lourdes Regional Medical Center) es un hospital situado en Lafayette, Luisiana en los Estados Unidos. Es uno de los varios centros médicos establecidos en el Estado durante el siglo XX por los misioneros Franciscanos de Nuestra Señora, una orden religiosa católica con sede en Calais, Francia. Es una subsidiaria de propiedad total del sistema de salud de los misioneros Franciscanos de Nuestra Señora, que es el más grande sistema de salud sin fines de lucro en Luisiana.
El hospital se estableció originalmente en 1949 en la calle 611 St. Landry, no muy lejos de lo que hoy es el campus de la Universidad de Luisiana-Lafayette.